# Frauenbuchladen

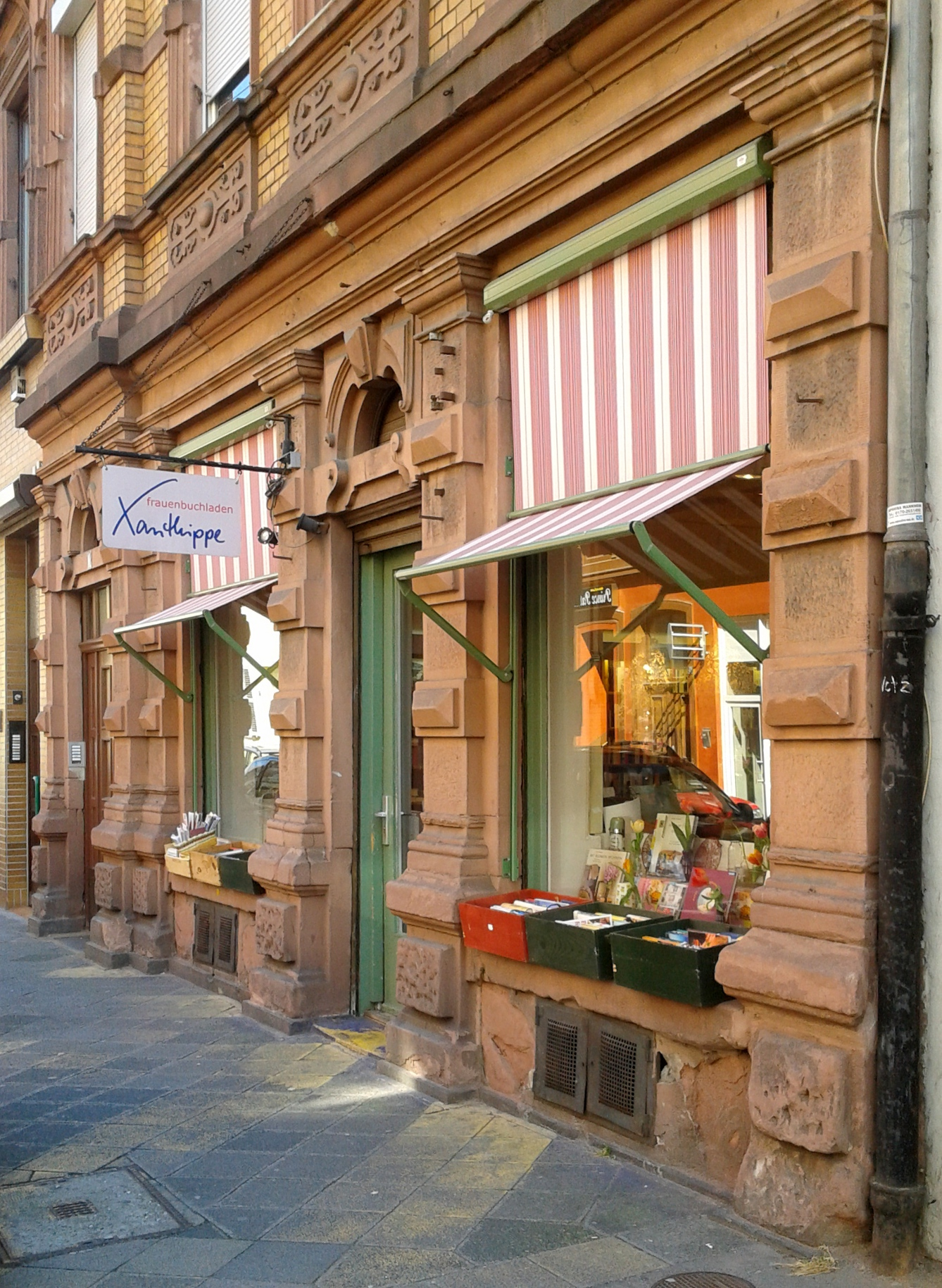
Frauenbuchladen Xanthippe in Mannheim

Ein Frauenbuchladen ist eine meist von Feministinnen gegründete und geführte Buchhandlung, deren Sortiment vor allem aus Werken von Frauen, feministischer und lesbischer Literatur besteht.

## Geschichte in Deutschland

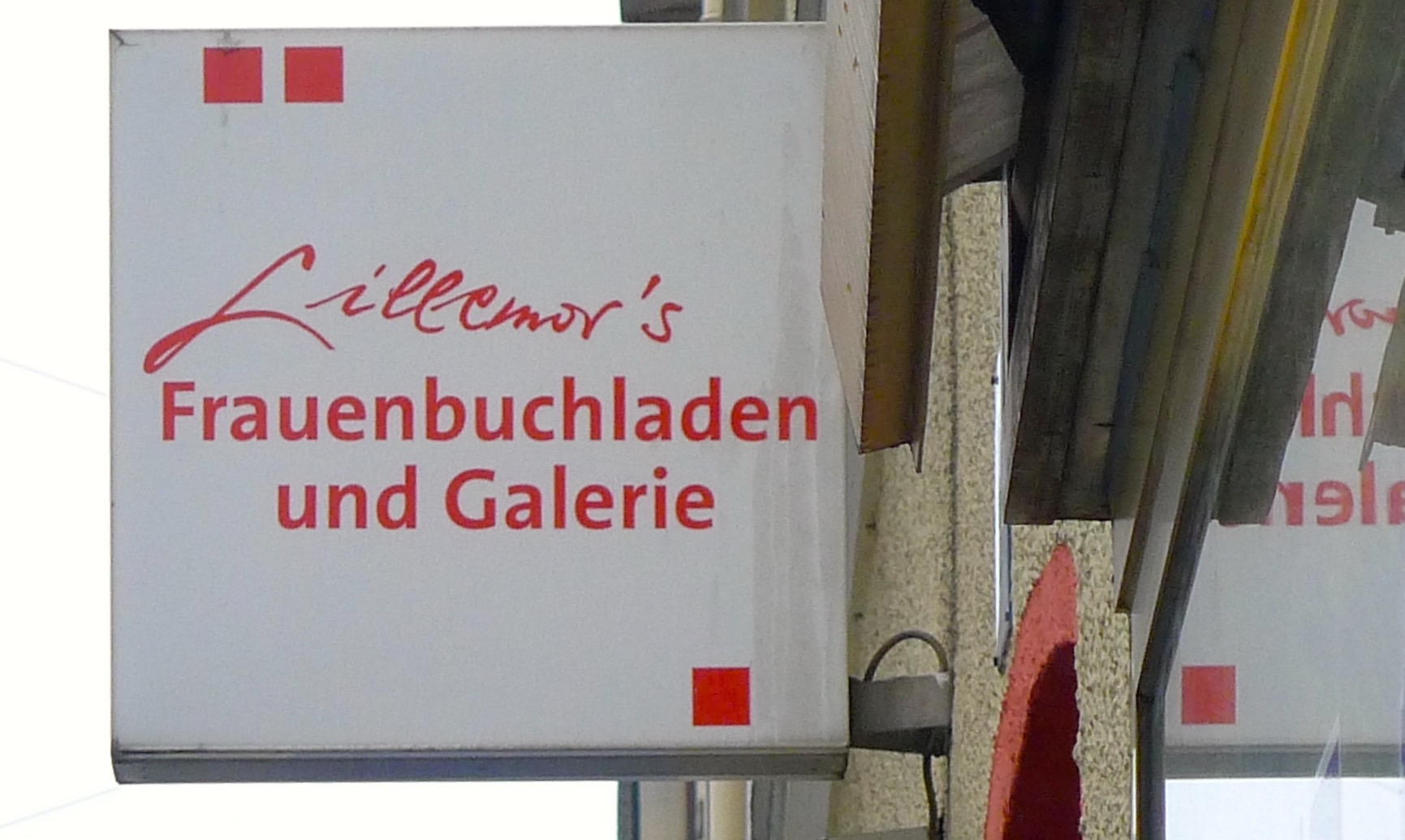
Schild über dem Frauenbuchladen Lillemor’s in München, Barer Straße 70

Die Gründungen von Frauenbuchläden gehörten wie auch andere Frauenprojekte zu den Strategien der autonomen Frauenbewegung zu Beginn der 1970er Jahre. Im Mittelpunkt standen Selbsterfahrung, intellektuelle Selbstverständigung und Emanzipation von patriarchalen Strukturen. Frauen als soziale Gruppe entdeckten sich selbst und andere Frauen als Subjekte der Auseinandersetzung, bezogen sich aufeinander und wollten die Geschichte und Erfahrungen von Frauen kennenlernen. Wie linke Buchläden hatten auch die Frauenbuchläden eine vernetzende Funktion für diejenigen, die sich zur Bewegung zählten oder an deren Themen interessiert waren, und wurden zu Orten der Diskussion und Bildung. Mit kulturellen Projekten wie Buchläden, Frauenverlagen (Frauenoffensive, Orlanda Frauenverlag, Ulrike Helmer Verlag, Verlag Antje Kunstmann), Frauenzentren und feministischen Frauen- bzw. Lesbenzeitschriften schufen Frauen Foren der Diskussion und Vernetzung. Feministische und lesbische Literatur von den neuen Frauenbuch- und von Kleinverlagen war bis dahin im üblichen Sortiment des Buchhandels kaum vertreten. Mit Frauenbuchläden, anfangs von Kollektiven geführt, wurden auch Arbeitsplätze abseits etablierter Strukturen geschaffen.
Die weltweit ersten Frauenbuchläden wurden 1970 in den USA gegründet. In Europa öffneten die ersten Frauenbuchläden 1974 ihre Türen: die Librairie des Femmes in Paris, betrieben von einem feministischen Kollektiv um die Psychoanalytikerin Antoinette Fouque, die Libreria delle donne di Milano in Mailand und die Buchhandlung von Anne-Marie Pfister in Basel. In Deutschland wurde der erste Frauenbuchladen, Lillemor’s Frauenbuchladen, im November 1975 in München eröffnet. Zwei Wochen später öffnete in Westberlin der Frauenbuchladen Labrys und 1976 Lilith. In den Folgejahren entstanden Frauenbuchläden in fast allen westdeutschen Großstädten, in Österreich und der Schweiz in Wien, Graz, Bern und Zürich. Nach der Wende eröffnete am 1. Dezember 1990 in Leipzig der erste Frauenbuchladen Tian in Ostdeutschland. In Dresden folgte 1993 die Buchhandlung Pusteblume für Frauen und Kinder. Frauenbuchläden waren Treffpunkte und anfangs laut Doris Hermanns auch Beratungsstellen, vor allem im Bereich von sexueller Gewalt. Manche Läden veranstalteten Ausstellungen mit Kunst von Frauen und boten Kurse zur Selbstverteidigung für Frauen an. Ob Männer Zugang zu den Frauenbuchläden haben sollten oder nicht, wurde je nach Projekt zu verschiedenen Zeiten unterschiedlich entschieden.
Die Konzentration auf ein frauenspezifisches Angebot reichte ab den 1990er Jahren nicht mehr aus, viele Läden mussten schließen. Im etablierten Buchhandel wurden Bereiche für „Frauenliteratur“ eingerichtet. Weniger Frauen würden sich der Idee „Frauenbuchladen“ verbunden fühlen und ein breiteres Sortiment erwarten, so 2001 eine Lektorin des Orlanda Frauenverlages. Im Frühjahr 2020 waren in Deutschland noch fünf Frauenbuchläden übrig: Laura in Göttingen, Lillemors in München, Thalestris in Tübingen, Xanthippe in Mannheim und die 2013 gegründete Internetbuchhandlung Fembooks. 2024 wurde in Berlin-Schöneberg die  „Frauen-Lesben-Buchhandlung Berlin“ eröffnet.

## Geschichte international
Der erste Frauenbuchladen im chinesischen Sprachraum, die Frauenbuchhandlung Fembooks – auf Chinesisch 女書店 –, wurde 1994 in Taipeh, Taiwan, eröffnet und existiert bis heute. Fembooks stellt einen Meilenstein in der Frauenbewegung der chinesischen Welt dar.